# Marquise Brown
Marquise ”Hollywood” Brown (Hollywood, 4 giugno 1997) è un giocatore di football americano statunitense che milita nel ruolo di wide receiver per i Kansas City Chiefs della National Football League (NFL).

## Carriera universitaria
Brown al college giocò a football con gli Oklahoma Sooners dal 2017 al 2018. Contro Oklahoma State stabilì un record dell'istituto di 265 yard ricevute.

## Carriera professionistica

### Baltimore Ravens
Brown fu il primo wide-receveir scelto nel Draft NFL 2019, venendo selezionato nel corso del primo giro (25º assoluto) dai Baltimore Ravens. Ebbe un impatto immediato nella prima partita ricevendo 4 passaggi per 147 yard e 2 touchdown dal quarterback Lamar Jackson nella vittoria sui Miami Dolphins. Brown in seguito saltò le gare del sesto e settimo turno per infortunio. Nel 15º turno segnò contro i New York Jets il suo settimo touchdown su ricezione, pareggiando il record di franchigia per un rookie. La sua stagione si chiuse come il secondo miglior ricevitore dei Ravens dietro al tight end Mark Andrews. Nel suo debutto nei playoff, Brown guidò la squadra con 7 ricezioni per 126 yard nella sconfitta contro Tennessee nel divisional round.

### Arizona Cardinals
Il 28 aprile 2022 Brown e la scelta del terzo giro dei Ravens del Draft NFL 2022 furono scambiati con gli Arizona Cardinals per la 23ª scelta assoluta. Lo scambio riunì Brown con il suo quarterback al college Kyler Murray.

### Kansas City Chiefs
Il 18 marzo 2024 Brown firmò con i Kansas City Chiefs. Il 13 settembre fu inserito in lista infortunati a causa di un infortunio sternoclavicolare. Il giorno successivo fu rivelato che sarebbe stato fuori per tutto il resto della stagione.
L'8 marzo 2025 Brown firmó un nuovo contratto di un anno del valore di 11 milioni di dollari.

## Famiglia
Marquise è il cugino del ricevitore dell'ex ricevitore All-Pro Antonio Brown.